# Paisaje nilótico
El paisaje nilótico es cualquier representación de paisajes que imita o se inspira en el río Nilo de Egipto. El término surgió para designar principalmente aquellos paisajes creados fuera de Egipto, especialmente en el mar Egeo, a pesar de que se usa a veces para referirse a escenas de cacería y pesca del arte egipcio. Un paisaje nilótico es una escena fluvial con muchas y abundantes plantas y vida animal, especialmente nativas de Egipto. Hay elementos iconográficos típicos, como por ejemplo papiros, palmeras, peces y pájaros acuáticos, y en algunos casos felinos, monos, y cocodrilos.

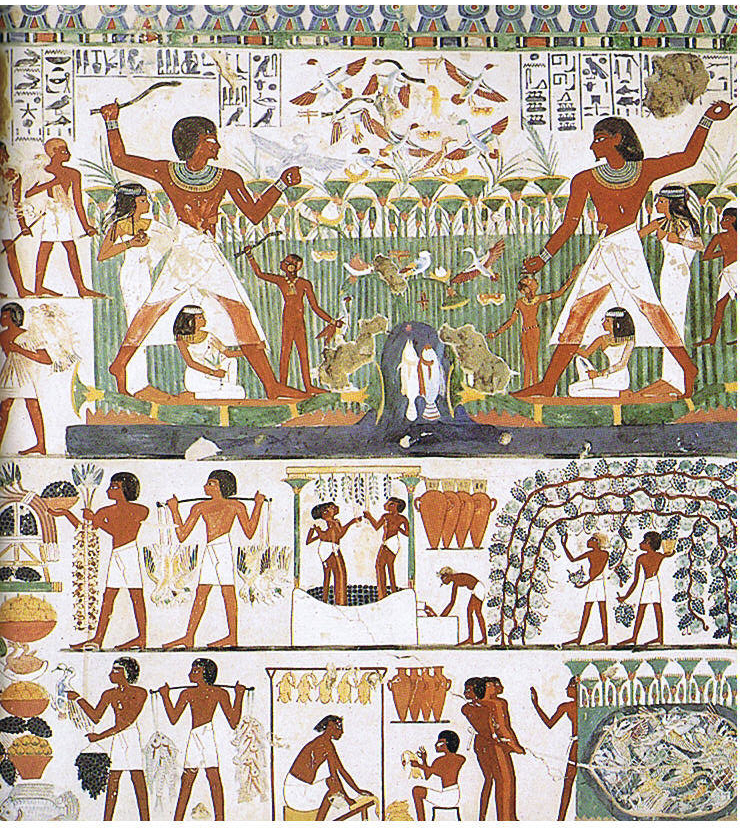
Cazando y pescando en el pantano. Tumba de Nakht, yeso pintado, primera mitad del siglo XIV a. C.

Las pruebas arqueológicas dan fe de representaciones del Nilo en tumbas egipcias en épocas tan tempranas como en el periodo predinástico. Las escenas nilóticas siguieron siendo populares durante el periodo tardío y el Imperio Medio, y florecieron durante el Imperio Nuevo. Fueron particularmente relevantes las pinturas de paisajes en tumbas de la dinastía XVIII. Los paisajes nilóticos fueron adaptados por primera vez fuera de Egipto en el Egeo, especialmente en el arte de la civilización minoica. El tema vivió un renacimiento en el arte helenístico y romano, cuando las escenas nilóticas supusieron un motivo habitual en los mosaicos. El mosaico más famoso es el Mosaico del Nilo de Palestrina del siglo I de Palestrina. Enfatiza el exotismo del Nilo. Se representan escenas de tráfico del agua junto a la abundante y a menudo peligrosa vida salvaje.
Se establece una serie de temas bíblicos en el arte, como la búsqueda de Moisés, en Egipto, y los artistas cristianos evolucionaron lentamente modestos convenios para expresarar el paisaje desconocido. El proceso se aceleró tras el Renacimiento, con Nicolas Poussin, quien pintó a muchos temas sobre la vida de Moisés, particularmente pionero en el desarrollo de una decoración más auténtica. Pero el proceso fue lento hasta el comienzo del siglo XIX, con mayor recorrido occidental, con el advenimiento de la egiptología moderna y en el arte con el desarrollo del orientalismo. A fines del siglo XIX, la decoración exótica y cuidadosamente estudiada o investigada solía ser dominante en las representaciones de figuras paisajísticas y humanas, ya fueran antiguas o modernas.
La producción de paisajes nilóticos, así como su iconografía e interpretaciones depende de la procedencia de la obra y de la cultura en que fue producida, pero muchas de las escenas en su conjunto destacan y celebran el esplendor de la naturaleza.

## Iconografía
La característica más importante de un paisaje nilótico es la representación ribereña, que es la base para cualesquiera otras representaciones de vida vegetal y animal. Las crecidas anuales del Nilo fueran, en Egipto, no solo la fuente para sus cultivos y para su antigua civilización, sino que también los proveyeron de un calendario cíclico. Gran parte de la continuidad de Egipto en la antigüedad, tanto de su sociedad como de su arte, esrá basada en la relación de la gente con el Nilo.
Los paisajes nilóticos están llenos de abundante vida animal y vegetal. Los pigmentos azul y verde a menudo dominan la escena. Las plantas de papiro y las palmeras son las más característicamente reconocibles, a pesar de que hay otras plantas muy minuciosamente pintadas y también identificables. También se representan animales, que cambian dependiendo de la escena específica de que se trate. Hay muchas variedades de peces y aves acuáticas, y las representaciones de cacería o pesca normalmente incluyen gatos. Otros paisajes, especialmente los de fuera de Egipto, incluyen animales exóticos, como por ejemplo monos y cocodrilos, y a veces criaturas fantásticas o monstruos como por ejemplo grifos y esfinges.

## Paisajes nilóticos en Egipto

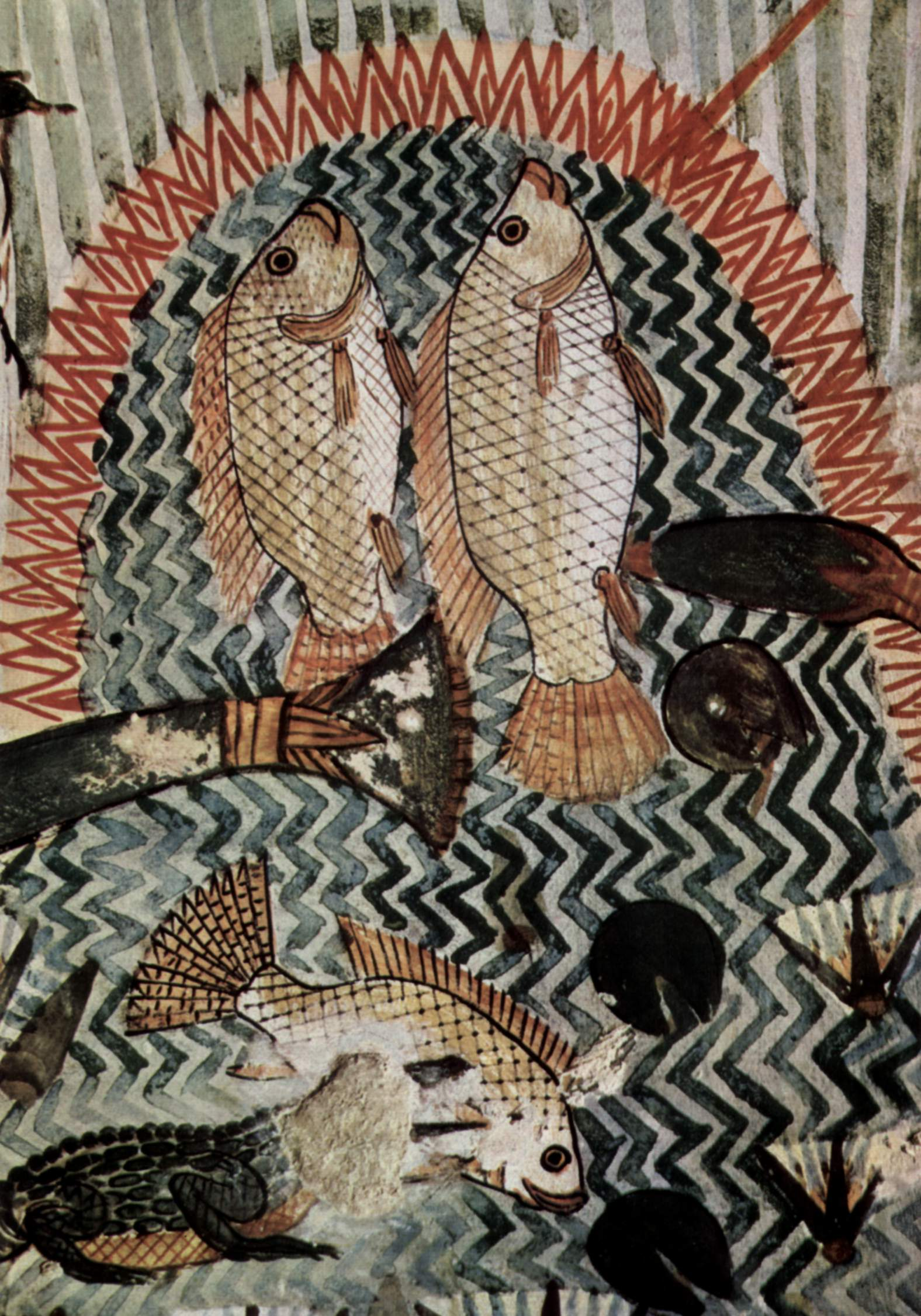
Detalle de pez nadando hacia la lanza de Menna. De la Tumba de Menna, yeso pintado, primera mitad del, Tebas.

El concepto paisaje nilótico se usa en los estudios egipcios para describir las escenas en pinturas de tumbas en que el muerto está cazando y pescando. Estas escenas enfatizan la posición de élite y la importancia del muerto, que conquista la naturaleza y domina el paisaje, participando en actividades reservadas a las clases elevadas. Muchas escenas son simétricas, con la imagen del muerto repetida, primero ocupado cazando pájaros y posteriormente arponeando peces. Los pájaros y los peces a menudo son representados en gran número, y son capturados fácilmente por el muerto, que se representa literalmente volando alrededor, o nadando con el arpón. Este hombre se muestra en una posición de total control sobre la naturaleza, con el mundo natural al servicio de su existencia.
A pesar de que estas escenas tenían una tradición de siglos de antigüedad, llegaron a ser populares en la dinastía XVIII del Imperio Nuevo, con ejemplos prominentes de estas escenas descubiertos en tumbas de la necrópolis de la vieja Tebas, en el Valle de los Reyes. 
Entre los ejemplos están: Cazando al pantano, un fragmento de yeso pintado de la tumba de Nebamun, Cazando y pescando en el pantano, yeso pintada de la tumba de Nakht, y Cazando y pescando en el pantano, yeso pintado de la tumba de Menna. Artísticamente las escenas se caracterizan por la sensación de movimiento y vivacidad que no se ven normalmente en otras obras egipcias, las cuales durante siglos retrataban figuras y criaturas estáticas. Se pone mucha atención en los detalles discernibles en la representación realística de plantas individuales y especies animales. La variedad se explica mediante estos cuidadosos detalles y caracterizaciones individualizadas.

## Paisajes nilóticos en el Egeo

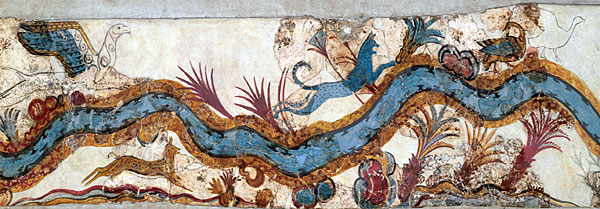
Detalle de un paisaje nilótico de Thera, representando una escena ribereña con una pantera persiguiendo patos.

Escenas de ríos sugiriendo el mundo natural y su vegetación exuberante empezaron a aparecer fuera de Egipto de manera contemporánea a la dinastía XVIII, siendo la primera evidencia unos fragmentos de fresco de origen minoico. La versión egea del paisaje nilótico retiene muchos de los elementos iconográficos claves de la versión egipcia, pero los minoicos a menudo convirtieron el propio paisaje en el tema de la composición, enfatizando las plantas y la vida animal por encima de las figuras humanas, que a menudo no son representadas. Las composiciones son características del estilo artístico minoico, más irregular e informal. La atención se centra en el detalle y el color, en relación con las plantas y los animales, pero pocas veces surgen patrones dibujados con precisión, mientras que el fondo y el ajuste pueden ser muy imaginativos. Hay frescos de verdad, pintados en yeso húmedo, haciendo que el color se adhiera químicamente a la superficie, a diferencia de las versiones egipcias.
Los paisajes nilóticos del arte minoico son una evidencia del contacto entre egipcios y minoicos, tanto mediante el comercio como través del intercambio de ideas. Las plantas como el papiro y los animales como los monos no son nativos de Creta. Muchas de las especies animales y vegetales son identificables, confirmando que los artistas no sólo habían prestado atención a los detalles, sino que, muy probablemente también, estaban familiarizados con estas especies, fuera por el examen de una pintura egipcia o, lo que es más probable, mediante el contacto directo con estas criaturas, plantas, y con la cultura egipcia.
En la "Casa de los frescos", situada cerca del palacio minoico de Cnosos, se descubrieron unos fragmentos de frescos que representaban monos y pájaros azules, situados en un paisaje rocoso con un río azul, junto con varios tipos de plantas, entre las cuales se incluye el papiro. Esta escena ha sido catalogada como un paisaje nilòtic por parte de los arqueólogos y los historiadores del arte debido a la inclusión de monos azules y papiro en un ambiente ribereño.
Las excavaciones practicadas en Akrotiri, en la antigua isla de Thera (actual Santorini), han preservado un gran número de frescos provenientes de la Edad del Bronce. Una de las escenas representada en la «Casa Occidental», en el muro oriental de la habitación 5, ha sido catalogado como un paisaje nilótico. Allí se representan una mezcla de animales reales e imaginarios. Un grifo vuela alrededor del margen del río; un gato salvaje persigue patos; mientras que destacan palmeras. A diferencia de los otros dos frescos de la habitación, el paisaje nilótico no representa ninguna figura humana, además de no tener ninguna narrativa evidente, centrándose en cambio en la vida salvaje y la naturaleza, glorificando el mundo natural. La ausencia de figuras humanas en estos paisajes nilóticos minoicos ha llevado a muchos arqueólogos a asumir la presencia de una diosa o divinidad asociada a la naturaleza de la religión minoica.